# 努謝尼鄉
47°06′N 24°12′E / 47.100°N 24.200°E
努謝尼鄉（羅馬尼亞語：Comuna Nușeni, Bistrița-Năsăud），是羅馬尼亞的鄉份，位於該國西北部，由比斯特里察-訥瑟烏德縣負責管轄，面積92平方公里，海拔高度290米，2007年人口3,111，人口密度每平方公里34人。